# Why the Sheriff Is a Bachelor
Why the Sheriff Is a Bachelor is een Amerikaanse western uit 1914. Een versie van de stomme film ligt in het Library of Congress.
Het was een remake van de gelijknamige film uit 1911.

## Verhaal
De sheriff (Tom Mix) is verliefd op de knappe weduwe Alice (Goldie Colwell). Wat hij niet weet, is dat haar broer (Leo Maloney) lid is van een bende overvallers. Als de sheriff ze na een bankoverval aanhoudt, houdt hij zich aan zijn plicht en sluit hij de criminelen op in de gevangenis. Zijn vrouw smeekt hem haar broer te laten gaan, maar hij weigert: als gevolg daarvan is hij haar echter wel kwijt.

## Rolverdeling
| Acteur                        | Personage       |
| ----------------------------- | --------------- |
| [[Tom Mix {{{2}}}\|Tom Mix ]] | De sheriff      |
| Goldie Colwell                | Alice           |
| Leo Maloney                   | Broer van Alice |
| Roy Watson                    | Onbekend        |
| Old Blue                      | Het paard       |